# Маркшейдерські знаки
Маркшейдерські знаки (рос. маркшейдерские знаки, англ. surveyor’s sights, survey marks, sights; нім. Markscheiderstufen f pl, Markscheiderzeichen n pl) – конструкції, призначені для закріплення пунктів планових і висотних маркшейдерських опорних мереж, а також для фіксації напряму при проходженні гірничих виробок. Поділяються на постійні і тимчасові. 
- Постійні М.з. закладаються в стійкі корінні породи ґрунту і покрівлі виробок, а також у бетонне і кам’яне кріплення або в підмурівок стаціонарних установок. Постійні знаки звичайно являють собою металеві штирі з отвором (або керном) довж. 200-500 мм і діаметром 10-30 мм, забетоновані в шпури або котловани.

- Тимчасові знаки забезпечують можливість безперервного ведення зйомок і існують недовго, іноді тільки на час задавання виробці напряму. Тимчасові знаки виготовляють у вигляді металевих пластин з гострим кінцем з одного боку і отвором (або вирізом) з іншого; їх закріплюють у дерев’яних пробках у шпурах або на затяжках кріплення. М.з. мають спеціальну нумерацію.